# Calama (cité antique)
Pour les articles homonymes, voir Calama.
Calama est une cité romaine située dans l'actuelle Guelma, en Algérie. Elle faisait partie de la province de Numidie et jouait un rôle important dans l'économie et l'administration romaines.

## Toponymie
Calama a été fondée par les Phéniciens et nommée Malaka, de manière similaire à leur colonie Malake (langue punique 𐤌𐤋𐤊𐤀, (mlkʾ)) à Málaga, en Espagne. Malaka était située dans le royaume berbère de Numidie. Lorsque cette région passa plus tard sous la domination de la Rome antique, la ville fut renommée Calama. Entre la fin de la République et le début de l’Empire, elle était administrée par une magistrature jumelle d'inspiration Punique appelée sufète.
Il est controversé de savoir si Calama est identique à la ville de Suthul, que le général romain Aulus Postumius Albinus tenta sans succès de conquérir en 110 av. J.-C. (cf. Bataille de Suthul). Certains chercheurs rejettent cette hypothèse, tandis que d'autres l'affirment avec prudence,.

## Histoire
Les premières traces d'occupation humaine dans la région de Guelma remontent au Paléolithique comme le témoigne les Vestiges de Roknia composée de plus de 3 000 dolmens. La région était habitée et possède une nécropole. Les découvertes archéologiques dans les environs de Guelma comprennent des outils en pierre taillée, des pointes de flèches, des grattoirs et d'autres artefacts associés à la chasse, la cueillette et la fabrication d'outils. Ces découvertes suggèrent que la région était habitée par des groupes de chasseurs-cueilleurs nomades qui utilisaient des outils en pierre pour chasser, pêcher et collecter des ressources alimentaires,..
Au cours du Mésolithique, et du Néolithique, il y a eu des développements significatifs dans les techniques de fabrication d'outils et dans les modes de vie des populations locales. Les populations ont commencé à domestiquer des animaux, à cultiver des plantes et à ériger des structures permanentes telles que des habitations en argile ou en pierre. Cependant, des recherches plus approfondies sont nécessaires pour comprendre pleinement la transition vers l'agriculture et la sédentarisation dans la région de Guelma.
La ville numide s'appelait Malaka et fut importante sous le règne de Massinissa. Des inscriptions libyques trouvées à Guelma prouvent que la région a été civilisée bien avant l'arrivée des Carthaginois ou des Romains; des mentions latines attestent que Guelma portait déjà le nom de « Calama », bien que ce nom soit probablement d'origine phénicienne. L'histoire de Guelma est riche en évènements, et son territoire est parsemé de sites.
Salluste rapporte les récits des combats que Jugurtha y livra en 110 av. J.-C. aux troupes romaines; il bat non loin de la ville de Guelma, précisément lors du siège de Suthul, le propréteur romain Aulus Postumius Albinus. L'antique Calama devint un centre urbain important au cours du Ier siècle de notre ère. Calama est élevée au rang de municipe sous l'empereur Trajan et patronnée par Vibia Aurelia Sabina, dernière fille de Marc Aurèle, et sœur fictive de l'empereur Septime Sévère lorsque ce dernier se proclama fils adoptif de Marc Aurèle (fin du IIe siècle),.
Calama fut avec Sitifis (Sétif) et Hippo-Reggius (Annaba), un des greniers de Rome au cours des IIe et IIIe siècles apr. J.-C., attestant sa prospérité sous la période des Sévères.
Un trésor monétaire de 7499 monnaies de bronze, essentiellement des sesterces est mis au jour en 1953 lors de travaux de terrassement. Cet échantilon de monnaies de bronze important par son nombre et la période associée, (première moitié du IIIe siècle) est étudié par Robert Turcan qui date son enfouissement des années 257-258. Robert Turcan l'interpréte comme la thésaurisation d'un modeste paysan, et son  enfouissement serait dû à la menace des raids berbères qui menacent la région de Guelma entree 253 et 259.
Au cours de l'époque chrétienne (IVe et Ve siècles), Calama a eu comme évêque Possidius qui était aussi biographe d'Augustin d'Hippone et appartenait à la province ecclésiastique de Numidie. D’ailleurs Augustin d'Hippone et Donatus évoquent la prospérité de cette ville. Dès l'invasion des Vandales qui détruisit la ville, Possidius alla se réfugier à Hippo-Reggius et Calama tomba au pouvoir de Genséric.
Après la reconquête de l'Afrique du Nord par les Byzantins, Solomon , gouverneur nommé par  Justinien, y fit construire une forteresse entre 539 et 544. La ville de Calama était un centre administratif et militaire important de la province byzantine d'Afrique. Les Byzantins ont maintenu le contrôle de la région pendant plusieurs siècles, jusqu'à l'arrivée des Arabes au VIIe siècle.
Au VIIe siècle, la région de Calama a été conquise par les armées arabes musulmanes, conduisant à l'islamisation de la population locale et à l'introduction de la culture arabe et de la religion musulmane dans la région. Sous la domination arabe, Calama est devenue une partie de l'empire musulman en expansion et a été intégrée dans le califat omeyyade puis abbasside.  Calama est appelée désormais « Guelma ». Selon Ibn Khaldoun, des tribus arabes, en particulier les Banu Hilal, s'étaient déjà installées au cours du IXe siècle dans cette région attractive.

## Vestiges archéologiques

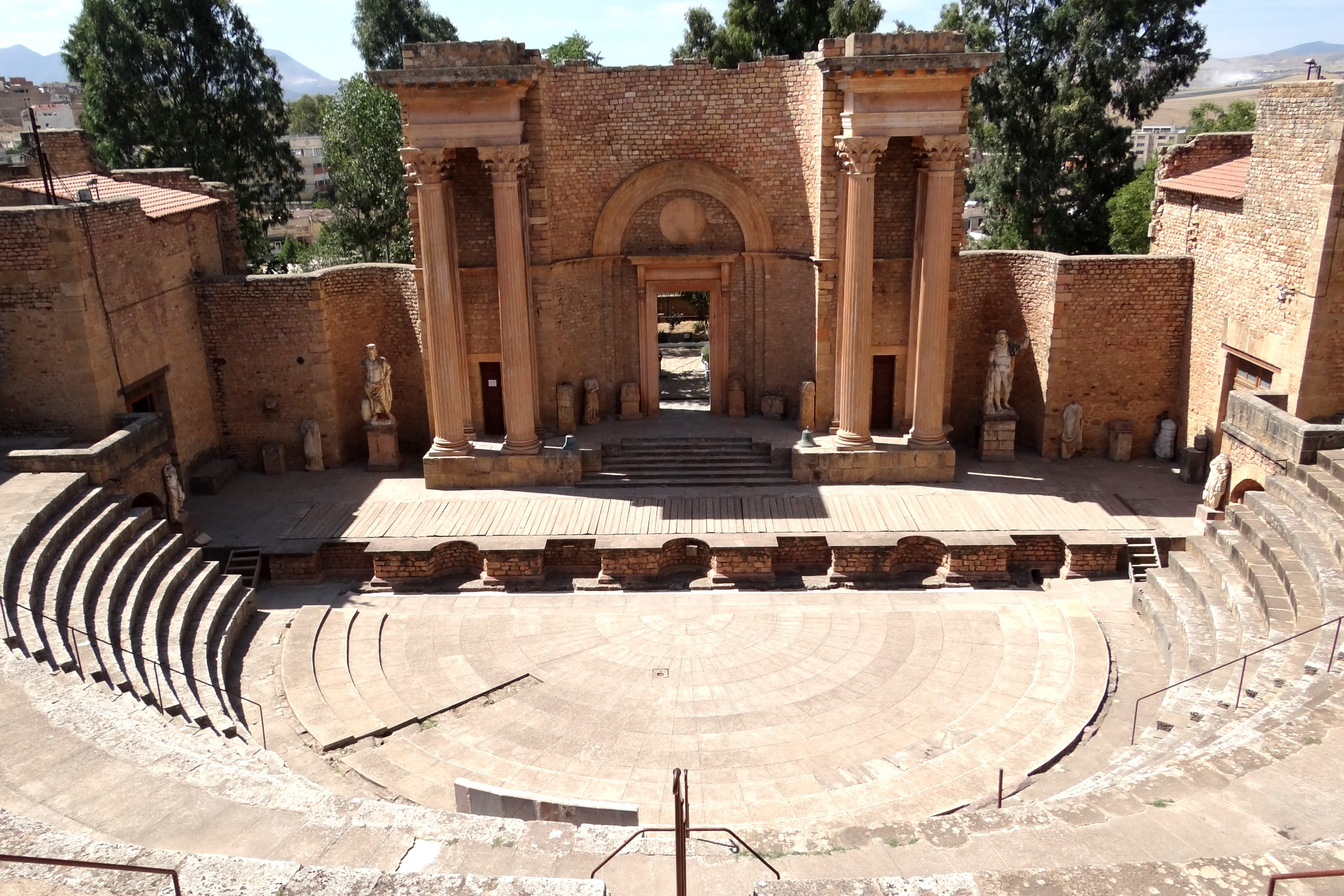
Théâtre romain de Guelma.

- Théâtre : Il est difficile de reconstituer le plan et l’apparence générale du théâtre romain. Il fut construit dans la première ou la deuxième année du IIIe siècle, grâce à la générosité d'une certaine Annia Aelia Restituta, qui y consacra 400 000 sesterces. Il fut restauré, voire presque entièrement reconstruit, entre 1902 et 1918, après avoir servi de carrière. Construit à flanc de colline, il mesure 58,05 mètres de large, avec une scène de 37 mètres de largeur et 7,15 mètres de profondeur. Il fut édifié avec un noyau de maçonnerie recouvert d’appareil en pierre de taille. Les gradins avaient pratiquement tous disparu ; on estime qu’il y en avait 10 dans la zone inférieure et 12 dans la seconde. L’orchestre était pavé de marbre. Le bord de la scène (pulpitum) est orné de sept niches, alternant entre formes carrées et semi-circulaires, dont les sculptures ont disparu. Le mur de scène était divisé par trois niches semi-circulaires : la niche centrale, entourée d’une colonne, est percée d’une porte, tandis que les niches latérales, contrairement à la tradition architecturale, sont fermées et décorées de statues[14].
- Thermes : avec le théâtre, ils constituent le seul autre monument important découvert. Les thermes publics romains étaient construits en maçonnerie de moellons et revêtus de pierre de taille et de briques. Ces thermes pourraient dater du IIe siècle. Une seule grande salle rectangulaire (22 x 14 m), sans doute le tepidarium, peut être décrite ; elle donnait accès à d'autres pièces ainsi qu'à l'extérieur par 11 passages. Ces thermes furent intégrés dans la forteresse byzantine, probablement édifiée sur une enceinte plus ancienne et défendue par 13 tours. Celle-ci mesurait 278 x 219 mètres.
- Forum : son existence est attestée par une seule inscription.
- On trouve également des vestiges d’arcades, un petit sanctuaire dédié à Neptune, des citernes et, à l’extérieur de la ville, une église chrétienne. En 1953, un trésor de 7 499 pièces de monnaie fut découvert ; presque toutes provenaient de l’atelier monétaire de Rome, la plus récente datant du début de l’an 257 apr. J.-C. Ce trésor a probablement été enterré en raison de troubles locaux. La plupart des objets antiques retrouvés à Calama et dans la région sont conservés au musée de Guelma.
- Citadelle et remparts : Parmi ses ruines se trouvent également une citadelle byzantine et des remparts construits par le patricius byzantin Solomon lors de la réoccupation byzantine[15].

## Diocèse
Calama devint un évêché chrétien, dont quatre évêques sont mentionnés dans des documents existants,, :
- Donatus (à ne pas confondre avec Donatus Magnus) fut accusé lors d'un concile tenu en 305 d'avoir livré les Écritures sacrées pendant la persécution de Dèce.
- Mégalius conféra l'ordination épiscopale à saint Augustin en 395 et mourut en 397.
- Saint Possidius, élu l'année de la mort de Mégalius, participa activement à la Conférence commune de Carthage (411) avec des évêques donatistes.
- Quodvultdeus fut l'un des évêques catholiques que Hunéric convoqua à Carthage en 484 avant de l'exiler.

Possidius rédigea la première biographie d'Augustin,, où il indique qu'il faisait lui-même partie du clergé du monastère d'Augustin lorsqu'il fut nommé évêque de Calama. Lorsque Calama tomba aux mains du roi vandale Genséric en 429, Possidius se réfugia auprès d’Augustin dans la ville fortifiée d’Hippone. Il était présent à la mort d’Augustin en 430.
N'étant plus un évêché résidentiel, Calama est aujourd'hui répertorié par l'Église catholique comme un siège titulaire.

## Personnalités liées
- Possidius de Calame, évêque de Calama au Ve siècle. Il a été disciple et biographe d'Augustin d'Hippone. C'est un saint chrétien fêté le 17 mai. Possidius a été membre de la communauté monastique d'Augustin à Hippone, avec Alypius. Vers 397, il est élu évêque de Calama. Là, il fait face à l’opposition des donatistes. Il est choisi avec Alypius et Augustin pour représenter les évêques orthodoxes à la conférence de Carthage avec les donatistes en 411.